# 手巾 (小説)
『手巾』（ハンケチ）は、芥川龍之介の短編小説。1916年10月の『中央公論』にて発表された。

## あらすじ
東京帝国大学教授の長谷川謹造は、窓際でストリンドベリの作劇の本を読みながら、庭の岐阜提灯を度々眺めつつ、日本古来の武士道というものを想う。そこへ、ある婦人が長谷川の元を訪れ、彼の元に出入りしていた学生が、闘病もむなしく亡くなったことを告げた。息子の死を語っているにもかかわらず、柔和な微笑みを絶やさない婦人だが、長谷川はふとした事で、夫人の手元のハンカチが激しく震えていることに気が付くのだった。夜、長谷川はこの話を妻に語りながら、この婦人は「日本の女の武士道だ」と激賞した。満足げな長谷川だったが、その後、ふと開いたストリンドベリの一節に目が留まる。「顔は微笑んでいながら、手ではハンカチを二つに裂く。これは二重の演技で、私はそれを臭味と名づける」――。

## 備考
この物語の主人公である長谷川謹造は、『武士道』を記した新渡戸稲造がモデルであるとされる。
後半に「今のカイゼルのおとうさんに当るヴィルヘルム1世が崩御されたとき」のドイツの子供の反応が回想談として登場するが、正確にはヴィルヘルム1世はヴィルヘルム2世の祖父に当たる（ヴィルヘルム1世の子息フリードリヒ3世の在位期間は99日に過ぎないため、「今のカイゼル」がフリードリヒ3世であることはありえない）。